# Глайсдорф
Глайсдорф (нем. Gleisdorf) — город в Австрии, в районе Вайц федеральной земли Штирия.
Население составляет 11200 человек (на 2022 года). Занимает площадь 38,67 км². Официальный код — 61760.
Округ образован в 2015 году путём объединения муниципалитетов Лабух, Ласницталь, Нича и Унгердорф.

## Политическая ситуация
Бургомистр коммуны — Христоф Штарк (АНП) по результатам выборов 2015 года.
Совет представителей коммуны (нем. Gemeinderat) состоит из 31 мест.
- АНП занимает 17 мест.
- СДПА занимает 8 мест.
- Grüne: 3 места.
- АПС занимает 3 местa.

## Города-побратимы
- Винтербах, Германия (1961)
- Надьканижа, Венгрия

## Фотографии

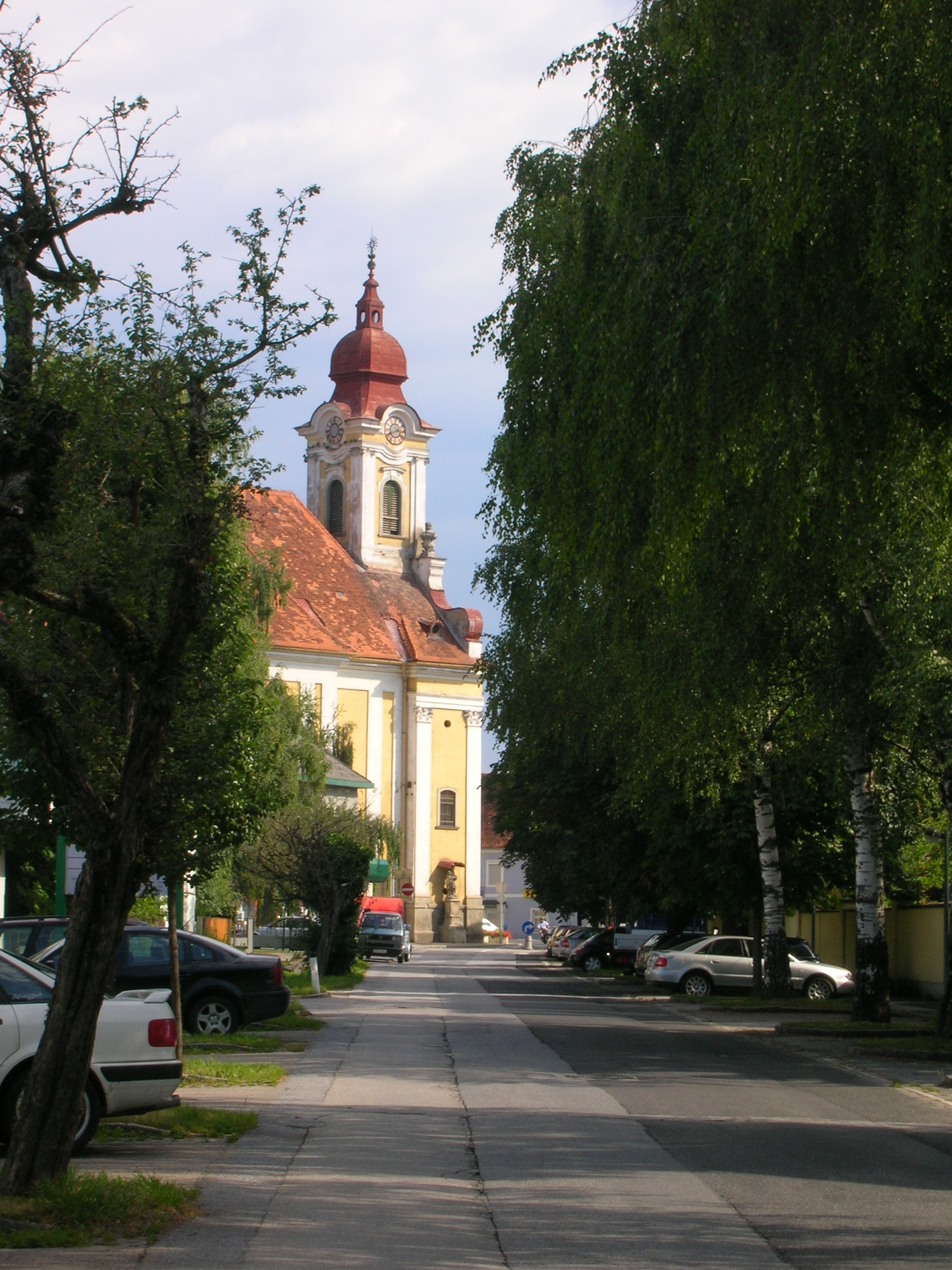
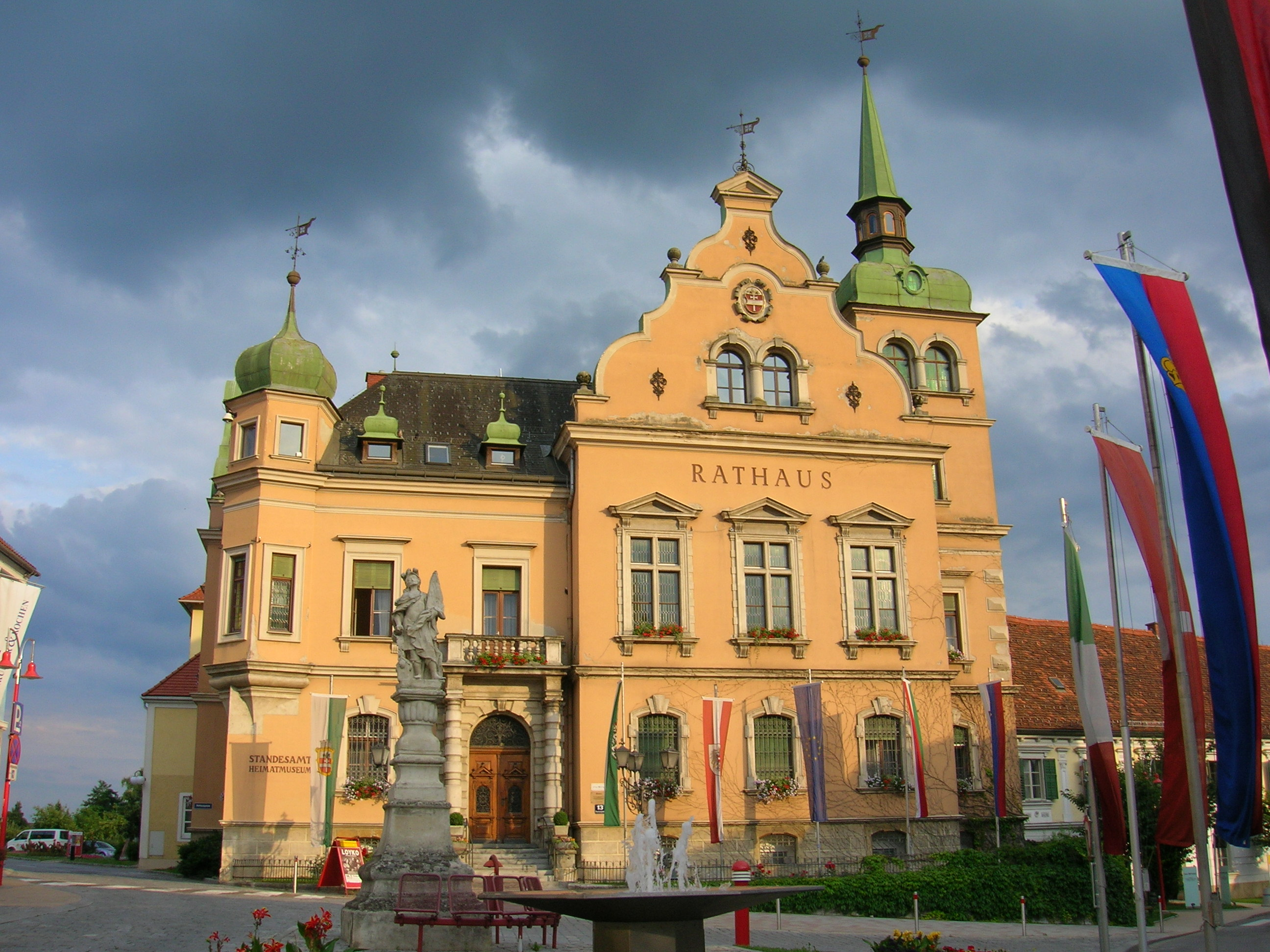
Ратуша
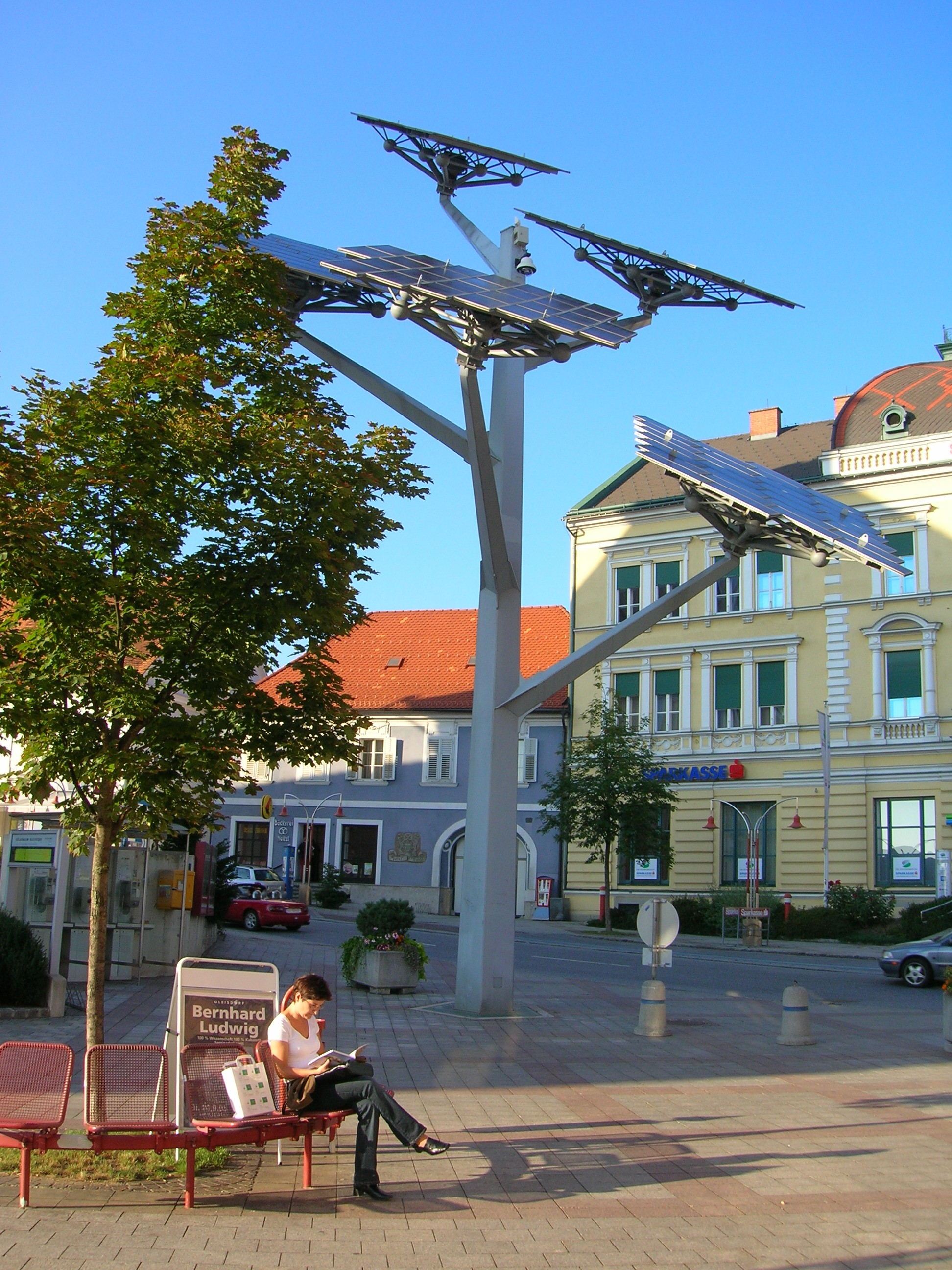